# Ablacja (topnienie)
Ablacja, topnienie – proces ubywania śniegu i lodu tworzącego lodowce, lód pływający lub pokrywę śnieżną w efekcie topnienia, sublimacji albo erozji mechanicznej. 
Czynnikami wywołującymi ablację mogą być:
- insolacja (nasłonecznienie),
- działanie ciepłych mas powietrza,
- opady deszczu,
- ciepło geotermalne
- ciśnienie lodu i tarcie
- działalność wód lodowcowych.

Ablacja może zostać przyśpieszona na powierzchni lodowca w wyniku jego pokrycia gruzem (np. morena supraglacjalna in. morena powierzchniowa, materiał obrywów skalnych, materiał lawinowy czy wytapiana morena inglacjalna), gdyż materiał skalny o wiele niższym niż lód albedo absorbuje energię promieniowania słonecznego i oddaje ciepło, topiąc przyległy do okruchów skalnych lód. 